# The Liberator (série télévisée d'animation)
Pour les articles homonymes, voir The Liberator (homonymie).
The Liberator est une série télévisée d'animation en quatre épisodes diffusée sur Netflix en 2020. Elle est basée sur l'œuvre d'Alex Kershaw (en) The Liberator: One World War II Soldier's 500-Day Odyssey from the Beaches of Sicily to the Gates of Dachau qui relate l'action de Felix L. Sparks (en) et de son unité, le 157e régiment d'infanterie, depuis les États-Unis jusqu'à l'Allemagne en passant par l'Italie et la France,.

## Distribution

### Voix originales
- Bradley James : Felix Sparks
- Jose Miguel Vasquez : Able Gomez
- Martin Sensmeier : Samuel Coldfoot
- Billy Breed : Vacarro
- Forrest Goodluck : le soldat Cloudfeather
- Bryan Hibbard : le caporal Hallowell
- Tatanka Means : le soldat Otaktay
- Kiowa Gordon : le caporal Kanuna
- Matt Mercurio : le soldat Cordosa
- Michael Shaeffer : Pop Bullock
- Sam Gittins : Junior Bullock
- Pedro Leandro : le soldat Garcia, Finney Cassidy
- Billy Rayner : Jim Taylor
- Harrison Stone : le lieutenant Childers
- Anna Maria Juzwin : l’infirmière

### Voix françaises
- Eilias Changuel : Felix Sparks
- Jérémy Prévost : le sergent Samuel Coldfoot, le capitaine Bull Lauder
- Guillaume Bourboulon : le caporal Joe Hallowell
- Hervé Grull : Joe Spigliani, Vince Vacarro, Curtain
- Jonathan Gimbord : le soldat Garcia, Mills, Collins, le lieutenant Maddox
- Serge Faliu : Charles M. Ankcorn
- David Gozlan : le lieutenant Childers, le caporal Tuckers, le soldat Cruz
- Antoine Fleury : le soldat Miguel Cordosa, Junior Bullock
- Caroline Ami-Burgues : l'infirmière

## Épisodes
1. Pourquoi nous nous battons
2. Un mot : Anzio
3. L'Ennemi
4. Le Retour

## Production
En 2013, rapidement après l'édition de l'œuvre d'Alex Kershaw (en), une adaptation télévisuelle est envisagée. Pressentie sur la chaine Historia aux États-Unis, le projet n'aboutit pas en raison de son budget de production avoisinant les 120 millions de dollars. En 2016, il est proposé que le projet passe sous un format d'animation afin de réduire les coûts et en 2018 une proposition aboutit à une animation mêlant rotoscopie, CGI et image réelle. Entre-temps, en 2017, contact est pris avec Netflix pour la production de cette série, raccourci à 4 épisodes au lieu des 8 initialement prévus.